# Exelastis rhynchosiae
Exelastis rhynchosiae là một loài bướm đêm thuộc chi Exelastis, thấy từ Arkansas và Florida.
Cá thể trưởng thành mọc cánh từ tháng 4 tới tháng 11, và có sải cánh từ 12–18 mm. Cánh trước màu vàng nâu.
Ấu trùng ăn các loài Rhynchosia cinerea và có thể là Rhynchosia latifolia.